# Magnolia duclouxii
Magnolia duclouxii là một loài thực vật có hoa trong họ Magnoliaceae. Loài này được (Finet & Gagnep.) Hu mô tả khoa học đầu tiên năm 1929.